# Рональд Айзлі
Рональд Айзлі (нар. 21 травня 1941) — американський співак, автор пісень і продюсер. Він є вокалістом і членом-засновником сімейної музичної групи The Isley Brothers.

## Раннє життя
Народився 21 травня 1941 року в Цинциннаті, Огайо в родині Саллі Берніс і О'Келлі Айзлі-старшого, Айзлі був третім із шести братів (О'Келлі Айзлі-молодший, Рудольф Айзлі, Вернон Айзлі, Ерні Айзлі, Марвін Айзлі). Рональд, як і багато його братів і сестер, почав свою кар'єру в церкві. Він почав співати у віці двох років, вигравши 25 доларів на війну (приблизно 429 доларів у 2022 році) за спів на духовному конкурсі в баптистській церкві Союзу. У віці семи років Рональд співав на сцені таких майданчиків, як Regal Theatre у Чикаго, разом з Дайною Вашингтон та кількома іншими видатними особами. Наймолодшим із перших чотирьох братів Айзлі був Вернон (нар. 18 червня 1943 — 24 вересня 1954); який у віці 11 років був збитий автомобілем, коли їхав на велосипеді.

## Кар'єра
У підлітковому віці Рональд регулярно співав зі своїми братами під час церковних турів, а також вперше з’явився на телебаченні в програмі Теда Мака «Година любителів». У 1957 році 16-річний Рональд та два його старші брати О'Келлі та Руді, яким тоді було 19 і 18 років, переїхали до Нью-Йорка, щоб продовжити музичну кар'єру. Перебуваючи в Нью-Йорку, Рональд та його брати почали записувати doo-wop для місцевих лейблів, перш ніж укласти велику угоду з RCA Records у 1959 році, де тріо написало та випустило свій дебютний сингл «Shout». До літа 1959 року родина Айзлі переїхала з Цинциннаті до будинку в Інглвуді, Нью-Джерсі.
Рональд був найдавнішим учасником Isley Brothers, а також головним вокалістом, час від часу виступаючи зі своїми старшими братами. У 1969 році Рональд разом зі своїми братами реформував лейбл T-Neck Records, щоб позбутися контролю звукозаписних лейблів, заснувавши лейбл незабаром після закінчення короткого перебування в Motown. У 1973 році стиль і звучання групи змінилися після випуску альбому 3 + 3, де брати Ерні Айхлі та Марвін Айзлі та зять Кріс Джаспер приєдналися до братів-засновників. До середини 1970-х Рональд жив у Тінеку, Нью-Джерсі.
Після смерті Келлі Айзлі в 1986 році та відходу Руді Айзлі в служіння в 1989 році Рональд продовжив ім'я Isley Brothers або як сольний виконавець, або за підтримки молодших братів, зокрема Ерні. У 1990 році Айзлі потрапив до першої десятки дуетом з Родом Стюартом із кавером на хіт своїх братів «This Old Heart of Mine (Is Weak for You)», а у 2003 році Рональд записав сольний альбом Here I Am: Bacharach Meets Isley з Бертом Бакарачем. Крім того, Рон Айзлі став затребуваним вокалістом для R. Kelly, Warren G, 2Pac і UGK. 30 листопада 2010 Рон випустив свій перший сольний альбом Mr. I. До альбому увійшов сингл «No More». Він дебютував під номером 50 у Billboard 200, продавши 22 243 копії за перший тиждень. Це був його перший сольний альбом, який потрапив у цей чарт.
У 2010 році Рон Айзлі отримав нагороду «Legend Award» на Soul Train Music Awards. У 2013 році Рональд випустив свій другий сольний альбом This Song Is For You . Рональд був номінований як незалежний R&B/Soul Artist Performance на церемонії Soul Train Music Awards. У 2014 році Рональд знявся в епізодичній ролі в кліпі на пісню Кендріка Ламара «i».
Включно з його роботою над піснями, записаними Isley Brothers і Р. Келлі, сингли Айзлі з’являлися в американському чарті Billboard Hot 100 протягом шести десятиліть поспіль, з 1950-х років («Shout») до 2000-х років («Contagious»).
У 1992 році Рональда Айзлі було включено до Зали слави рок-н-ролу як члена гурту Isley Brothers.

## Особисте життя

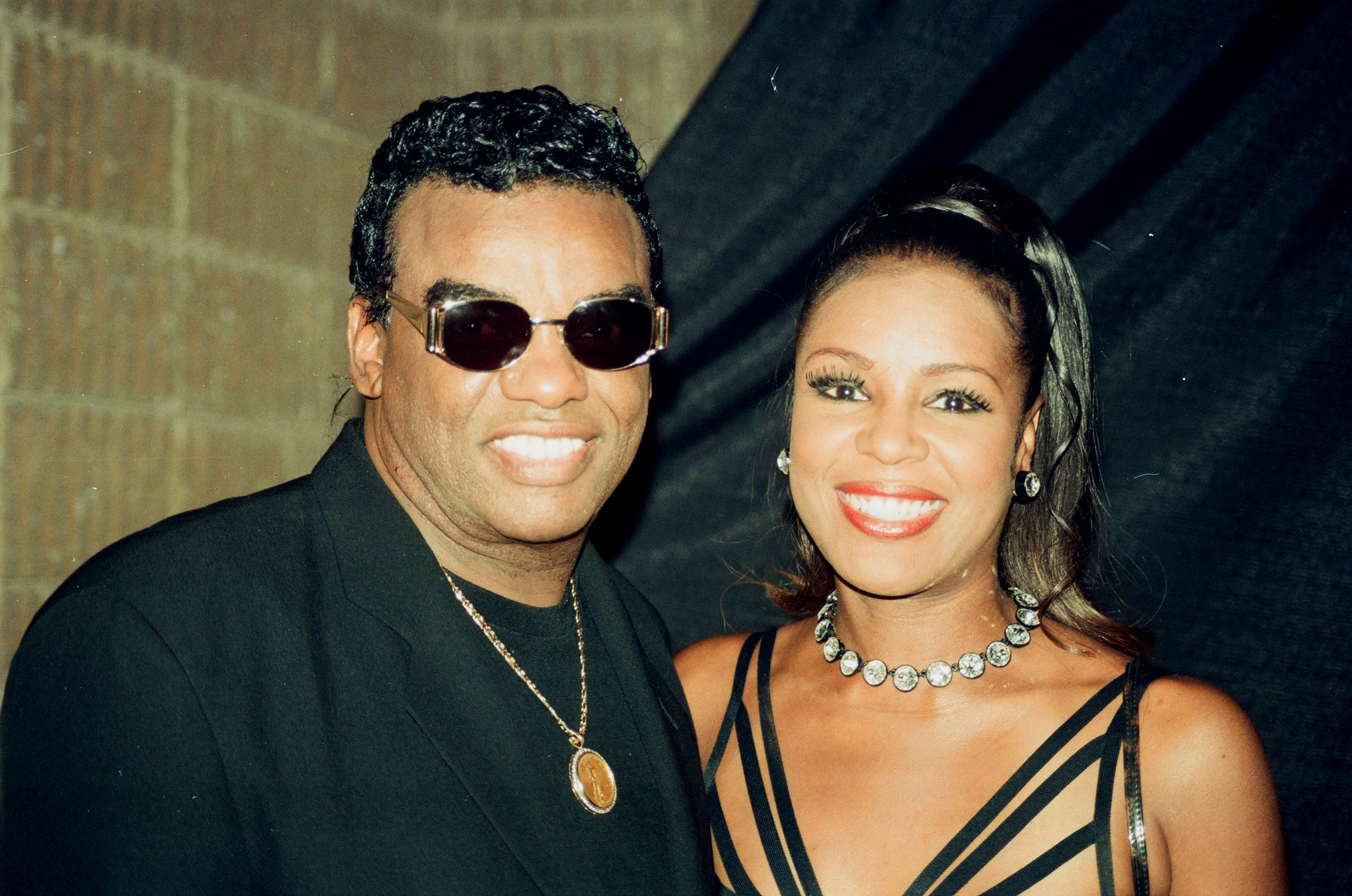
Рональд Айзлі та Анджела Вінбуш у 1996 році

Рон Айзлі одружився з Маргрет Тінслі в 1960 році, і в 1969 році у них народилася дочка Треніша Айзлі. У 1993 році він одружився зі співачкою Анджелою Вінбуш у Лос-Анджелесі, Каліфорнія. У них є дочка на ім'я Таванна Айзлі, яка народилася під час їхнього шлюбу. Пара розлучилася на початку 2002 року.
У 2004 році в Лондоні в Рональда стався легкий інсульт, який призупинив тур Isley Brothers. У вересні 2005 року він одружився зі співачкою Кенді Джонсон з дуету JS/Johnson Sisters. У грудні 2006 року народився їхній син Рональд Айзлі-молодший. У 2007 році повідомлялося, що у Айзлі проблеми з нирками. Рональд проживав у Сент-Луїсі, але зараз проживає в Лос-Анджелесі зі своєю теперішньою дружиною та сином.

### Ухилення від сплати податків
У 2006 році Рональда було визнано винним в ухиленні від сплати податків. Він повинен був заборгувати Податковій службі понад 3,1 мільйона доларів у вигляді недоплати податків. і був засуджений до трьох років і одного місяця в'язниці. Вирок підтвердив Апеляційний суд дев'ятого округу США. Айзлі був ув'язнений у Федеральній виправній установі Терре-Гот, штат Індіана. 13 квітня 2010 року його було звільнено з федерального ізолятора. Айзлі значиться як один із платників податків Каліфорнії, який найбільше боргує з боргом у розмірі 303 411,43 доларів США внаслідок арешту, поданого 22 жовтня 2002 року.

## Дискографія
Студійні альбоми
- Here I Am (2003)
- Mr. I (2010)
- This Song Is for You (2013)
- Make Me Say It Again, Girl (2022)

## Вчене звання
- Почесний доктор музичних наук, присуджений Музичним коледжем Берклі[24] 7 травня 2016 р.